# Fernanda Vallejos
María Fernanda Vallejos (nascida a 9 de março de 1979) é uma economista e política argentina que serviu como deputada nacional eleita na província de Buenos Aires. Ela foi eleita em 2017, quando foi a primeira candidata na lista da Unidad Ciudadana, e depois fez parte do bloco Frente de Todos.
Vallejos nasceu em Zárate, na Província de Buenos Aires. Ela estudou economia na Universidade de Buenos Aires e tem mestrado em história e políticas económicas. Ela trabalhou como assessora de contas nacionais no Ministério da Economia sob o então ministro Axel Kicillof, que era o seu professor na Universidade de Buenos Aires. Foi também assessora económica do Congresso Nacional.
Nas eleições legislativas de 2017, Vallejos foi a primeira candidata na lista da Unidad Ciudadana à Câmara dos Deputados da Província de Buenos Aires; a lista recebeu 36,28% dos votos populares e Vallejos foi eleita.